# Jiménez (achternaam)
Jiménez is een veel voorkomende Spaanstalige achternaam. Oorspronkelijk is het een patroniem, afgeleid van "zoon van Jimeno". De voornaam Jimeno op zijn beurt komt van het Baskische Semen, dat "zoon" betekent. Tijdens de Reconquista heeft deze achternaam zich over het hele Iberische Schiereiland verspreid, en vervolgens met de kolonisatie over Latijns-Amerika en de rest van de wereld.
In Costa Rica is het met 87.073 naamdragers de op twee na meest voorkomende achternaam van het land. In Spanje hebben 392.897 personen als eerste achternaam Jiménez (Spanjaarden en Zuid-Amerikanen hebben twee achternamen, waarvan de eerste de belangrijkste is, zie Iberische en Ibero-Amerikaanse achternamen), waarmee het de op tien na belangrijkste familienaam van dat land is.
Alternatieve schrijfwijzen zijn Giménez, Ximénez, Gimenes, Jimenes of Ximenes. 